# Poecilia velifera
Poecilia velifera es un pez de la familia de los pecílidos en el orden de los ciprinodontiformes.

## Morfología
Los machos pueden alcanzar los 15 cm de longitud total y las hembras los 18 cm.

## Distribución geográfica
Se encuentran en el sudeste de México.